# Turcy
Turcy (tur. Türkler) – najliczniejszy spośród ludów tureckich. Obecnie stanowią większość mieszkańców Azji Mniejszej. Ich liczebność ocenia się na około 70 mln, z tego w samej Turcji ponad 50 mln. Na Cyprze znani jako Turcy cypryjscy.

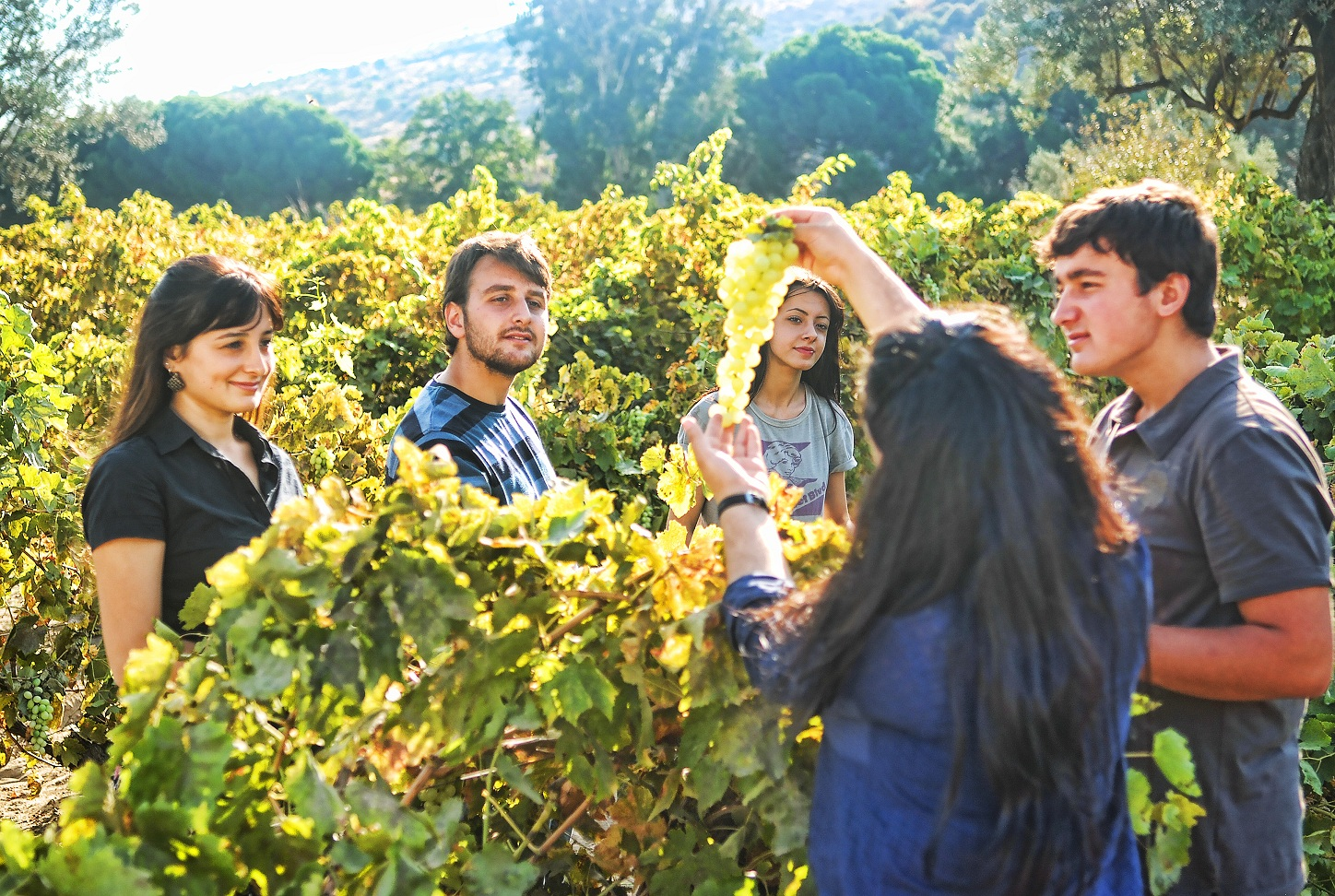
Turecka młodzież w winnicy

Turcy są twórcami Imperium Osmańskiego – wielkiego państwa, rozciągającego się w czasach swej świetności na cały Bliski Wschód, Bałkany i Afrykę Północną. Jako muzułmanie, na całym opanowanym przez siebie terytorium propagowali islam w jego sunnickiej wersji. Skutkiem tego było powstanie odrębnych narodów i grup etnicznych – Boszniaków i innych zislamizowanych Słowian. Mała grupa Turków wyznaje alewizm. Artykuł 66 Tureckiej Konstytucji definiuje każdego kto jest związany z państwem tureckim jako Turka.

## Rozmieszczenie Turków

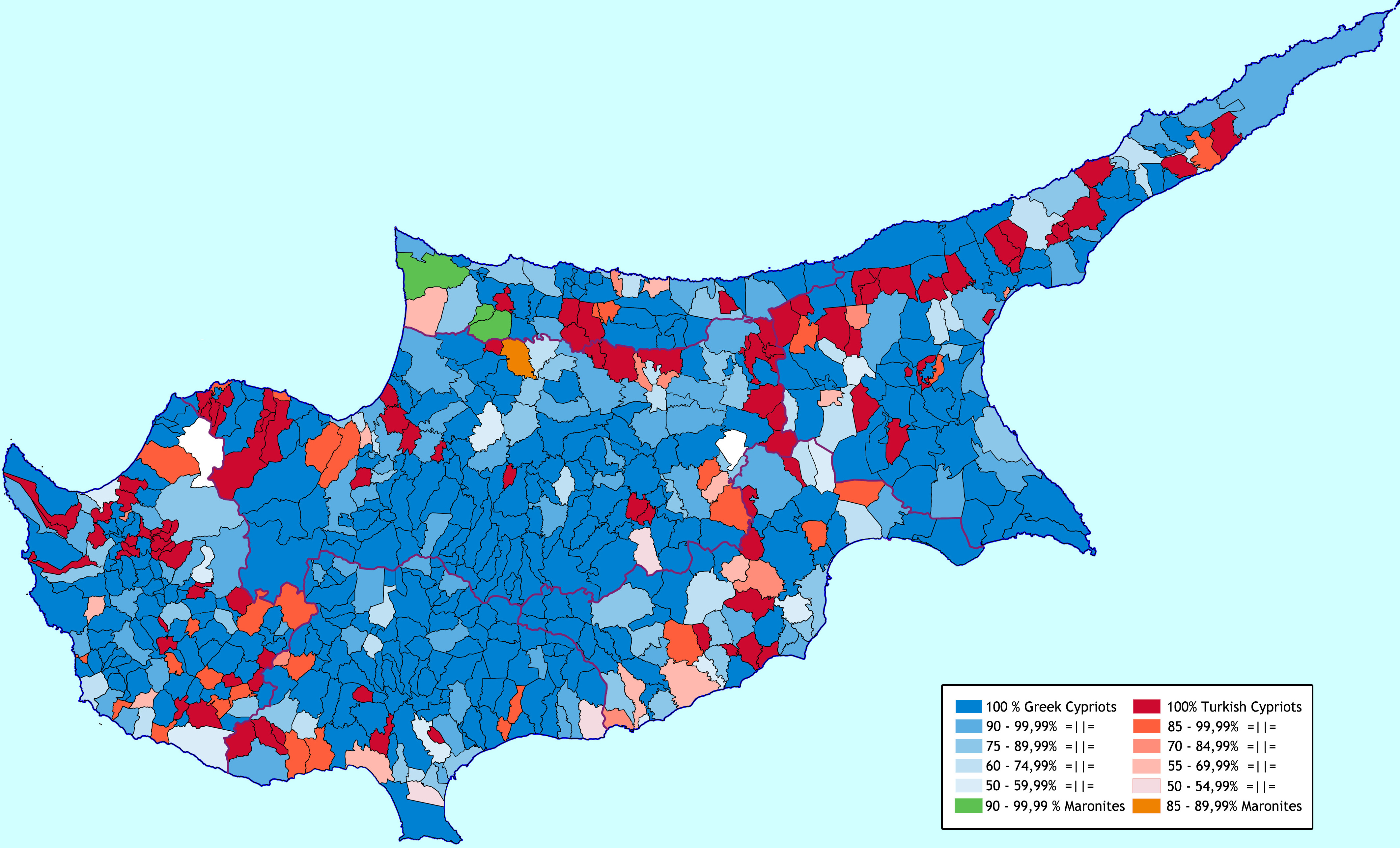
Turcy na Cyprze w 1960
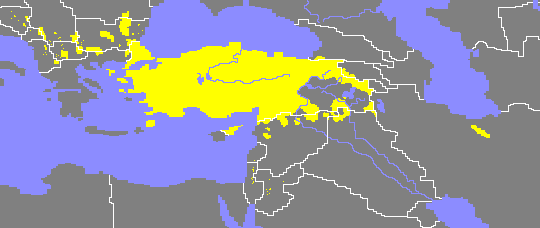
Turcy na Bliskim Wschodzie i Bałkanach
Turcy w Bułgarii
Ludność tureckojęzyczna w Grecji